# 北云门镇
北云门镇，是中华人民共和国河南省新乡市辉县市下辖的一个乡镇级行政单位。

## 行政区划
北云门镇下辖以下地区：
北云门村、中小营村、中疃村、魏小庄村、张小庄村、雷店村、九圣营村、朱桥村、前卓水村、后卓水村、韩小庄村、柳林村、纸坊村、姜姚固村、北阳村、沙屯村、南姚固村、冯庄村、任村、老格村、大花木村、圪档村、东丁庄村、西丁庄村、宋坦村、姬家寨村、前凡城村、后凡城村和西木庄村。